# Antikytheramekanismen

Skiss över artefaktens mekanism.

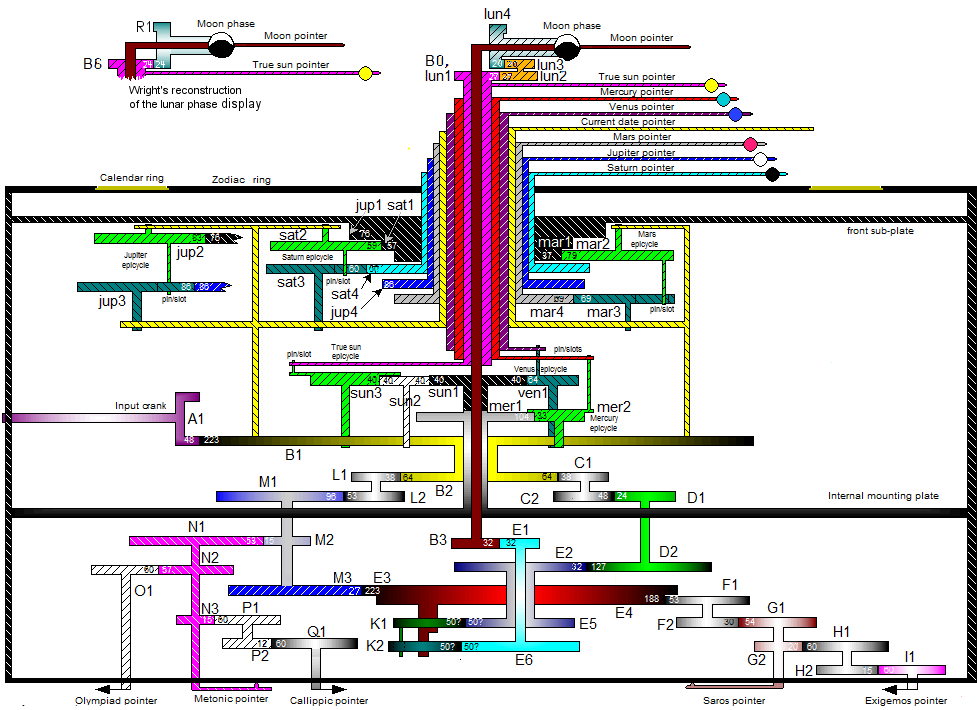
Schematisk framställning av antikytheramekanismen.

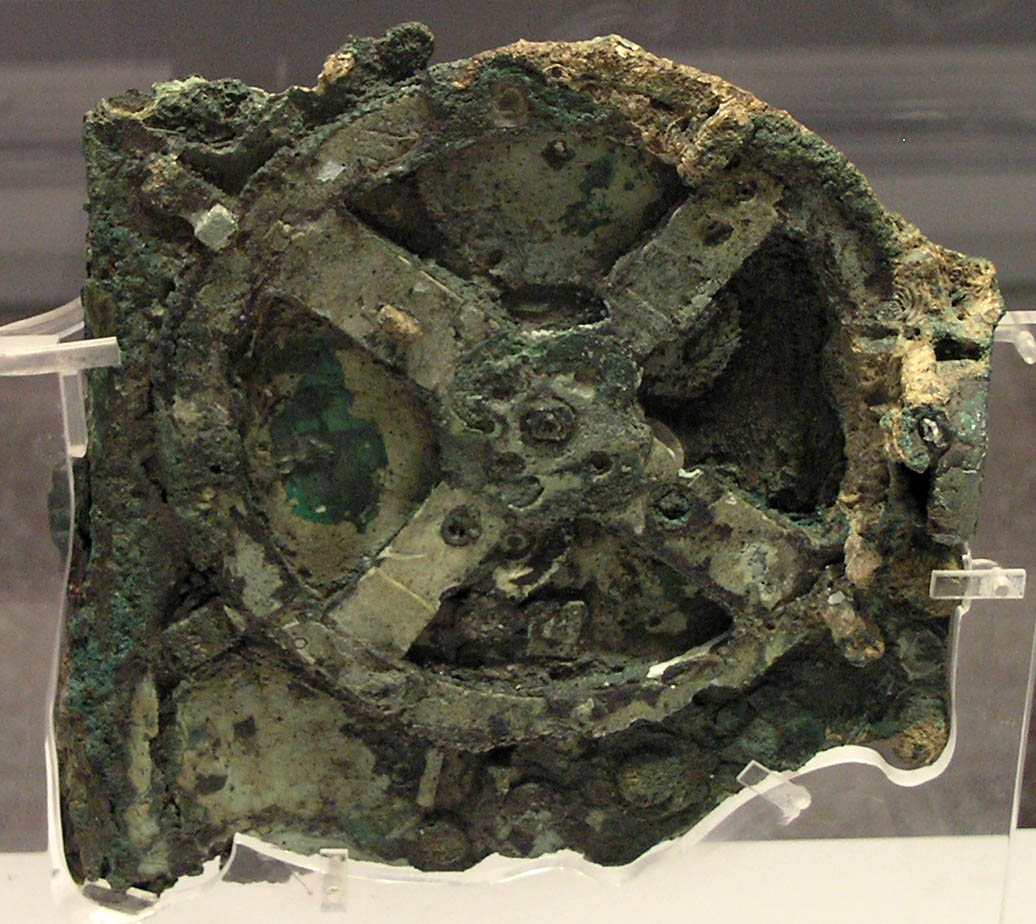
Fragment av Antikytheramekanismen.

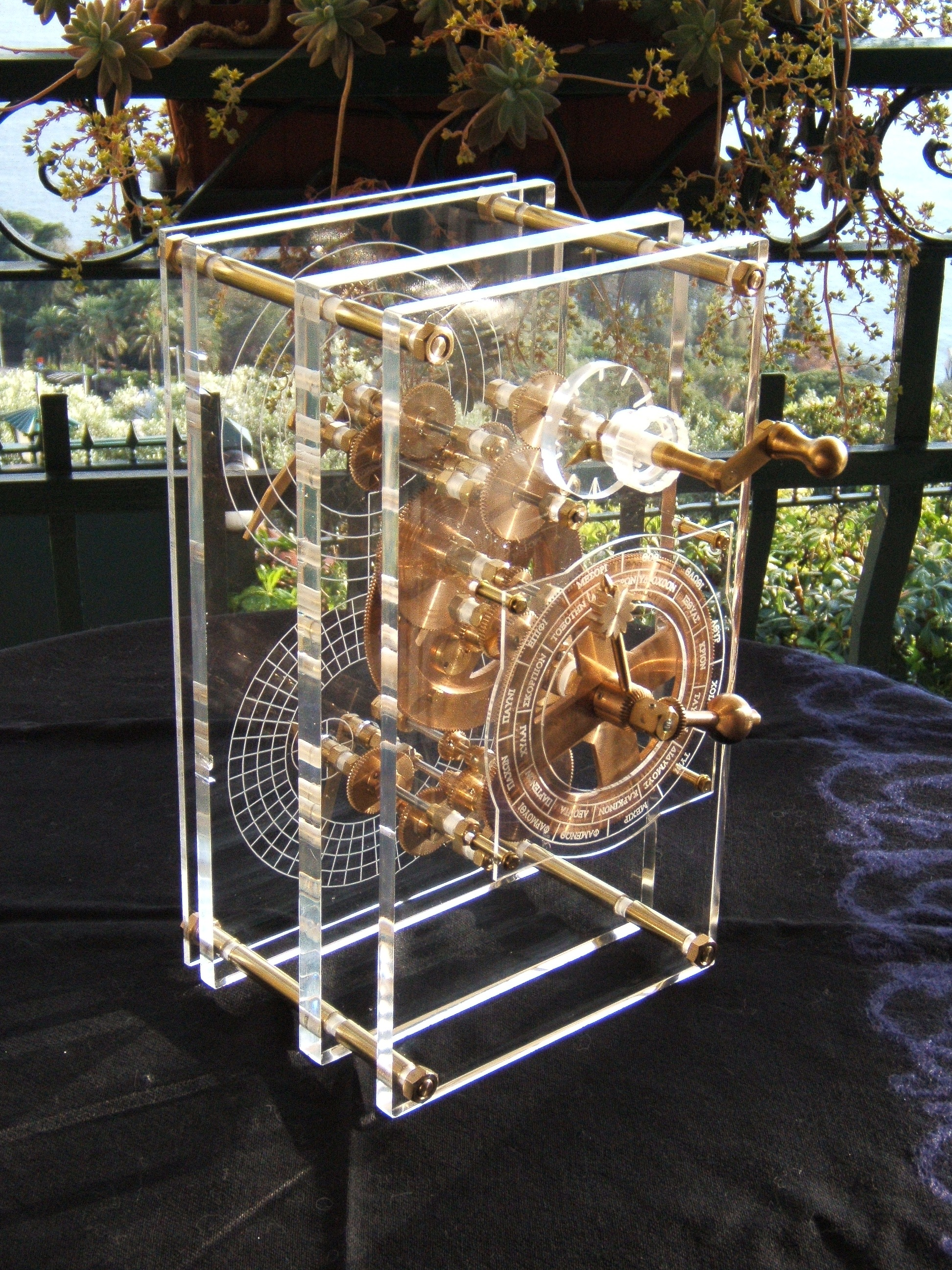
Framsidan på en modell från 2007.

Antikytheramekanismen är en antik analog dator med ett mekaniskt urverk för att räkna ut astronomiska positioner, daterat till omkring 100 f.Kr. Artefakten upptäcktes år 1901 av tvättsvampsdykare i ett skeppsvrak på drygt 40 m djup utanför den grekiska ön Antikythera.
Dykarna hittade fler fynd vid vraket, däribland en bronsarm från en skulptur, ett bronshuvud, många amforor och flera intakta brons- och marmorskulpturer.
När antikytheramekanismen upptäcktes var den korroderad, täckt av hårda avlagringar och kraftigt överväxt av havsorganismer.
Antikytheramekanismen är gjord av brons och var då den hittades innesluten i en cirka 34 cm x 18 cm trälåda.
Den 17 maj 1902 iakttog arkeologen Spyridon Stais att en av de förstenade bitarna hade ett kugghjul inbäddat i sig. Det blev upptakten till ett detektiv- och rekonstruktionsarbete, som fortfarande ett sekel senare inte är avslutat.
Professor Michael Edmunds på Cardiff Universitet, som 2006 ledde en studie av mekanismen menade då: 
"Denna anordning är extraordinär, unik i sitt slag. Designen är vacker, och astronomin är exakt rätt. Sättet som mekaniken är utformad på får en bara att tappa hakan. Vem som än har utfört detta har gjort det extremt noggrant ... i termer av historiskt och raritetsvärde, måste jag anse denna mekanism som mer värdefull än Mona Lisa."

## Spekulationer om ursprung och funktion
Antikytheramekanismen finns inte beskriven i någon samtida bevarad källa, vilket pekar på att vår kunskap om antikens teknik är ofullständig. Tekniska artefakter som var så pass komplicerade och välgjorda dök inte åter upp förrän på 1300-talet, när mekaniska astronomiska ur började tillverkas i Europa.
Arkeologerna som analyserade mekanismen ansåg först att det handlade om ett astrolabium, ett hjälpmedel för navigation till havs. 
Under 1960-talet gjordes analyser av vrakets trä, samt keramik och glaset i skeppets last. Skeppet ansågs då vara från 200 f Kr, och skeppsbrottet borde ägt rum någon gång mellan år 80 f Kr och 50 f Kr.
1996 publicerade den italienske fysikern Lucio Russo uppsatsen "Tor Vergata", vilken kastar nytt ljus kring frågan. Essän har översatts till engelska med ny titel.
Det har framförts att mekanismen är ett tidigt exempel på ett räknehjälpmedel som nu kallas analog "dator", i detta fall avsedd att beskriva rörelserna hos de då kända himlakropparna. Den övre bakre urtavlan har spiralform med 47 delningar per varv, som visar de 235 månaderna av den 19-åriga Metons cykel. Den har varit viktig vid kalenderkonstruktioner.
Den lägre bakre urtavlan är likaså i form av en spiral, med 223 delningar som visar Saroscykeln; där finns även en mindre extra urtavla som visar "trippel saros" 54 år. Saroscykeln har en period om cirka 18 år 11 dygn 8 timmar, vilket användes för att beräkna tiden mellan likartade sol- och månförmörkelser.

I tidskriften Nature meddelades 30 juli 2008 att ett kugghjul visade fyraårsintervall, som kunde knytas till Antikens olympiska spel. Det var "The Antikythera Mechanism Research Project" med experter från Storbritannien, Grekland och USA, som hade upptäckt ordet "Olympia" på en bronsskiva som tros utvisa den 76-åriga Kallippos-perioden, liksom namnen på andra spel i antikens Grekland och troligen användes för att hålla koll på datum för antikens olympiader. Enligt BBC news: 
| ”          | Urtavlans fyra sektorer har inskrifter med ett årtal och två av Panhellenska spelen: the "crown" games Isthmiska spelen, Olympiad, Nemeiska spelen och Pythiska spelen; och två mindre spel: Naa (hållna i Dodona) och ytterligare ett spel som ännu inte uttytts. | „ |
| – BBC news | |   |